# Gapende haarmuts
Gapende haarmuts (Orthotrichum shawii) is een bladmos uit het geslacht haarmuts (Orthotrichum). Het is een pionier op boomschors.

## Determinatie
Deze plant is een kleine mossoort van maximaal 4 cm, met een lichtgroene tot olijfgroene kleur. De stengelbladen zijn stijf en lancetvormig, met omgebogen randen en een korte punt. De cellen aan de basis zijn langgerekt en hebben dikke wanden. De plant heeft geen gespecialiseerde aseksuele voortplanting en is gonioautoïch, wat betekent dat zowel mannelijke als vrouwelijke geslachtsorganen op dezelfde plant voorkomen. De kapselsteel is maximaal 0,4 mm lang. De capsule is ovaal tot cilindrisch-ovaal, met een oppervlak dat vaak glad of licht geribbeld is. De peristoom bestaat meestal uit 16 teruggebogen tanden die ruw of papillose zijn. Sporen zijn 14–17 µm groot.

## Ecologie
Deze soort is o.a. bekend van wilg en populier.

## Verspreiding
In Nederland komt de gapende haarmuts zeer zeldzaam voor. Het werd in Nederland voor het eerst gevonden in 2000 in het Horsterwold (nabij Zeewolde). In 2002 werd hier vlakbij een tweede populatie ontdekt. Daarna is in 2006 zeer karig materiaal verzameld bij Ureterp (bij Drachten). Op de locatie bij Zeewolde is de soort met zekerheid verdwenen.